# 오르되브르

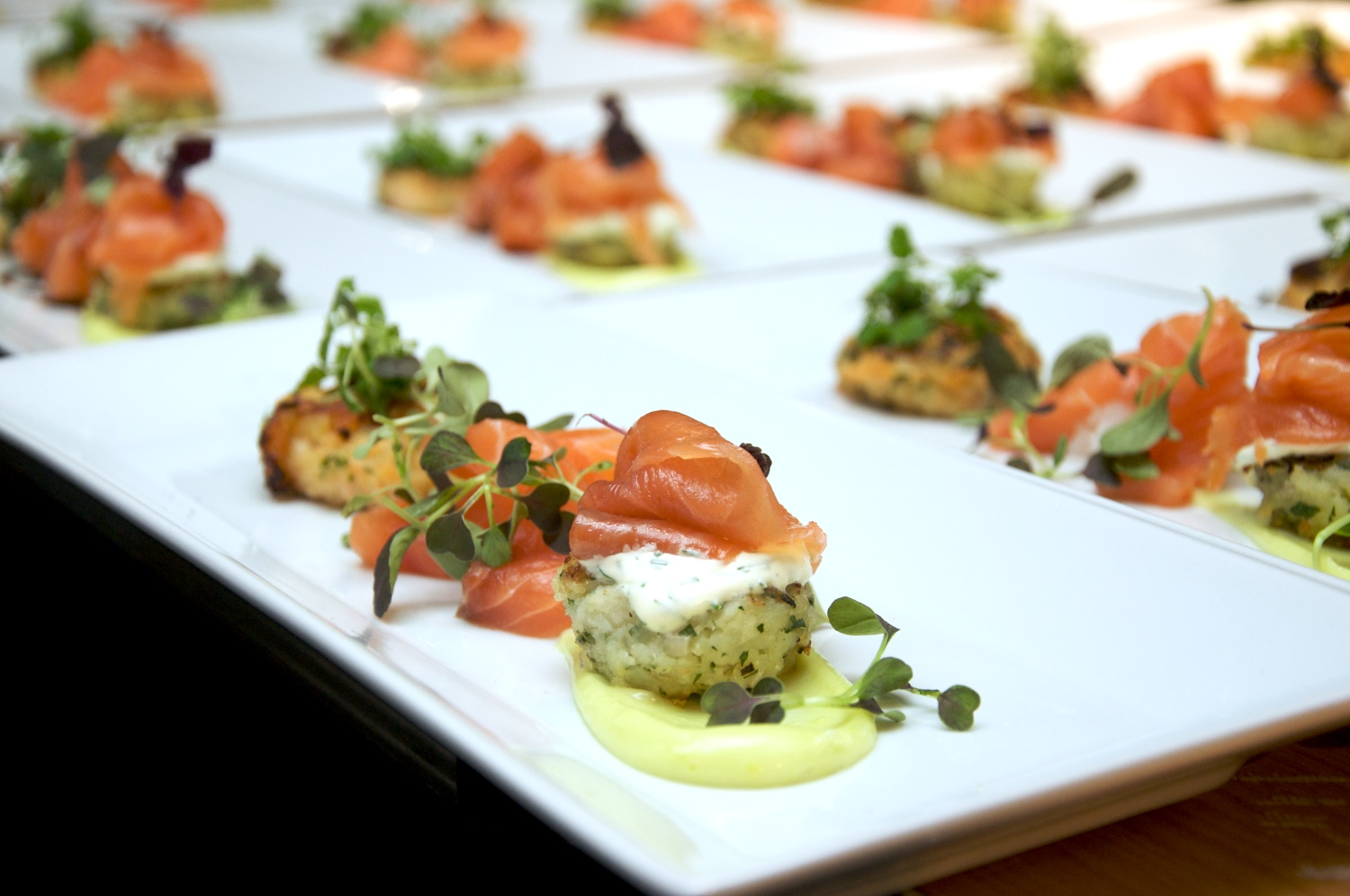
오르되브르

오르되브르(프랑스어: hors-d'œuvre)는 프랑스 요리를 비롯한 유럽 요리에서 주요리 전에 내는 전채이다.

## 같이 보기
- 메제
- 아뮈즈부슈
- 안티파스토
- 자쿠스카
- 타파스